# Đenovići
Đenovići (cyr. Ђеновићи) – wieś w Czarnogórze, w gminie Herceg Novi. W 2011 roku liczyła 1169 mieszkańców.